# 荒木雅博
荒木 雅博（あらき まさひろ、1977年9月13日 - ）は、熊本県菊池郡菊陽町出身の元プロ野球選手（内野手、外野手、右投右打）、コーチ、野球解説者、野球評論家、高校野球指導者。
現役時代は2008年から中日選手会長を務めた。井端弘和との二遊間コンビは「アライバ」の愛称で親しまれた。

## 経歴

### 幼少期
小学1～2年の頃から地区のソフトボール大会に出場していた。小学3～4年の頃にはキャッチャーとしてプレーしたことが印象深く、小学6年生の頃にはピッチャーとして出場し優勝した。

### プロ入り前
熊本工業時代は2度春のセンバツに出場。1度目は、初めての甲子園球場に舞い上がっていてがむしゃらだったので、詳細な記憶は無い。2度目は、前回の雪辱をしたいという強い気持ちがあったが、直前の練習試合で帰塁した際に右手の甲を骨折して、1回戦は出場できなかった。2回戦はギプスを外し、怪我をおして出場した。ショートゴロを取って送球時に患部に痛みが走り、悪送球となった。打撃成績は、4打数0安打だった。3年生時の夏は県大会準決勝で敗退した。藤崎台球場で終わるか、甲子園を決めるかというイメージでいたが、藤崎台球場が改修工事中で使えず、八代市民球場で戦った。九州学院高等学校との対戦で、今村文昭投手に抑えられ、みんな打てなかった。高校では2学年先輩に高波文一、1学年先輩に田中秀太、同期に松本輝と田中雅興がいた。二遊間を組んでいた田中秀太は、厳しい時には厳しいが基本的には後輩に対して優しい人で、自分は先輩から厳しくされていたにもかかわらず、後輩にはそれをしなかった。その姿を見て、後輩には優しくしないといけない、と荒木は思った。
1995年のドラフト会議では、当初中日ドラゴンズは福留孝介を1位指名し、荒木はドラフト4位で指名する方針だった。しかし、福留に続き外れ1位の原俊介までも抽選で外してしまい、監督の星野仙一は「もう勝手にせえ」と憤慨し、外れ外れ1位で荒木が指名され、入団するに至った。担当スカウトは早川実。なお指名前に挨拶に訪れていた球団は中日と近鉄バファローズ・横浜ベイスターズ・広島東洋カープの計4球団で、本人は指名直後に「中日が指名してくれるという予感はあったが、3位以下だと思っていた」とコメントした。自分の実力は自分が一番分かっているので、指名は3位4位だったら良いな、という願望だった。プレッシャーを感じるのも嫌なので、1位指名は勘弁してくれ、と荒木は思っていた。当時中日の関西地区担当スカウトだった中田宗男によれば、荒木は3位か4位で指名を検討していたが、福留と原の抽選を相次いで外してしまったことに加え、ヤクルトスワローズも抽選を二度外していたことから3度目の抽選になる可能性があったため、星野が競合になる可能性のない選手を指名するように要望、荒木を繰り上げて指名したという。

### 中日時代
1996年（1年目）の4月2日、ウエスタン・リーグ開幕2戦目の福岡ダイエーホークス戦で代走として初出場し、二塁から浅い右飛でタッチアップし、トレーニングコーチの三木安司は暴走と感じたものの、セーフとなった。三木は「身体能力は一級品だが野球の技術がない」と評価していた。
1997年には脚力を生かして益田大介と共にドーム野球の申し子として外野の守備固め・代走で一軍63試合に出場したが、定着とはならなかった。
1998年、二軍監督に就任した仁村徹は未来のレギュラー候補として、内野手で荒木を1から鍛え直すと決めた。仁村は第一歩として、当時最大の武器だった機動力の強化に集中し、出塁すれば必ず盗塁のサインを出し、失敗を重ねつつもセーフになるタイミングを覚えさせた。打撃に関して、この1年間は左打席に専念。その経験を通じ、「バッティングは打ち方ではない。18.44メートル(投手との距離)の間の、投球の見極めだ。」と気付いた。左打席への専念は荒木自身が希望した。スイッチヒッターは荒木の望みではなく、中途半端な気持ちでやりたくなかった。人に言われてやらされるのは嫌で、自分の意思を入れたいという思いが「左だけでいいです」という言葉になった。
1999年5月30日、ウエスタン・リーグのダイエー戦（福岡市雁の巣レクリエーションセンター野球場）で10回二死、二塁走者の荒木は単打で本塁を狙って走塁するが、前進守備の外野からの返球でアウトとなった。仁村は「ここでセーフになれなかったらお前の存在意義がない」と叱責し、その場で二塁から本塁までの走塁練習を50本課した。このときのことを荒木は「仁村二軍監督は、走塁への意識を植え付けたかったのではないか。この練習が一軍でのヘッドスライディング生還に繋がった、と思うようにしている。」と回顧している。
2000年にはスイッチヒッターに挑戦していた。
2001年は開幕前右打席専念を打撃コーチの水谷実雄に言い渡された。課題だった打撃が急成長し、夏場からは1番打者に定着。規定打席には届かなかったものの、3割を大きく超える打率を残して一躍期待の若手として注目される。
2002年、9月24日のヤクルトスワローズ戦（ナゴヤドーム）で本拠地初本塁打を放った。この年は131試合に出場し初めて規定打席に到達したが、前半戦の不振や四球の少なさ（445打席で9四球）などもあり、契約更改では600万円増にとどまった。オフに、翌年は中日OB・谷沢健一と同じタイプのバットを使用することが報道された。
2003年は開幕戦となった3月28日の読売ジャイアンツ戦で「8番・二塁手」として初めて開幕スタメンを掴んだ。4月16日の横浜戦（鹿児島県立鴨池野球場）で1点を追う9回表に逆転満塁本塁打を放ちチームの勝利に貢献した。7月20日のヤクルト戦（札幌ドーム）では6回表一死二・三塁の場面で二塁走者として塁上にいたが、先発投手・平井正史のスクイズで二塁から一気に本塁に突入し2ランスクイズを成功させた。この年は133試合に出場し2年連続で規定打席に到達したものの、打率は.237と前年よりも下がったほか、守備でもイップスに苦しんだ。同年オフに結婚したほか、落合博満新監督の勧めで打撃フォームをスクエア打法からオープンスタンス打法に変更することが報道された。
2004年は、リードオフマンとして39盗塁、日本プロ野球記録となる1シーズンで9度の1試合4安打以上を記録し、セ・リーグ新記録となる149単打を放った。守備でも井端弘和との二遊間コンビ「アライバコンビ」が落合監督から「井端との二遊間コンビは12球団一・二塁手単独ならメジャーの超トップクラス」と高く評され、自身初のタイトルとなるベストナイン・ゴールデングラブ賞を受賞した。
2005年もリードオフマンとして活躍し、自己最多となる181安打、42盗塁を記録した。同年の623打数は、2002年の清水隆行を超えるセ・リーグ記録。
2006年は怪我の影響もあり出場試合数は減ったものの、初となる打率3割を記録した。3年連続のベストナインも受賞している。
2007年は不振で二軍落ちも経験した。さらに得意の守備でも一時期送球難に陥るなど苦しんだ。球団としては平野謙以来21年ぶりの盗塁王を獲得したものの打撃不振が響き、チームが日本一となったにもかかわらず減俸となった。
2008年はさらに打撃が低迷、出塁率も3割に届かないなど不振が続いた。同年6月21日の試合で、史上250人目となる1000安打（1075試合目）を達成。この間毎年ゴールデングラブ賞を受賞し続けており、守備面は変わらず安定していた。2008年には選手会長に就任した。この年のオールスターゲーム第2戦ではMVPを獲得している。シーズンオフには新たに5年契約を結んだ。
2009年シーズンより、井端の二塁手コンバートにあわせて荒木は遊撃手を務める予定であったが、井端の調整が目の不調により遅れたことに加え、荒木自身も開幕直前に足を痛めたことで見送られた。

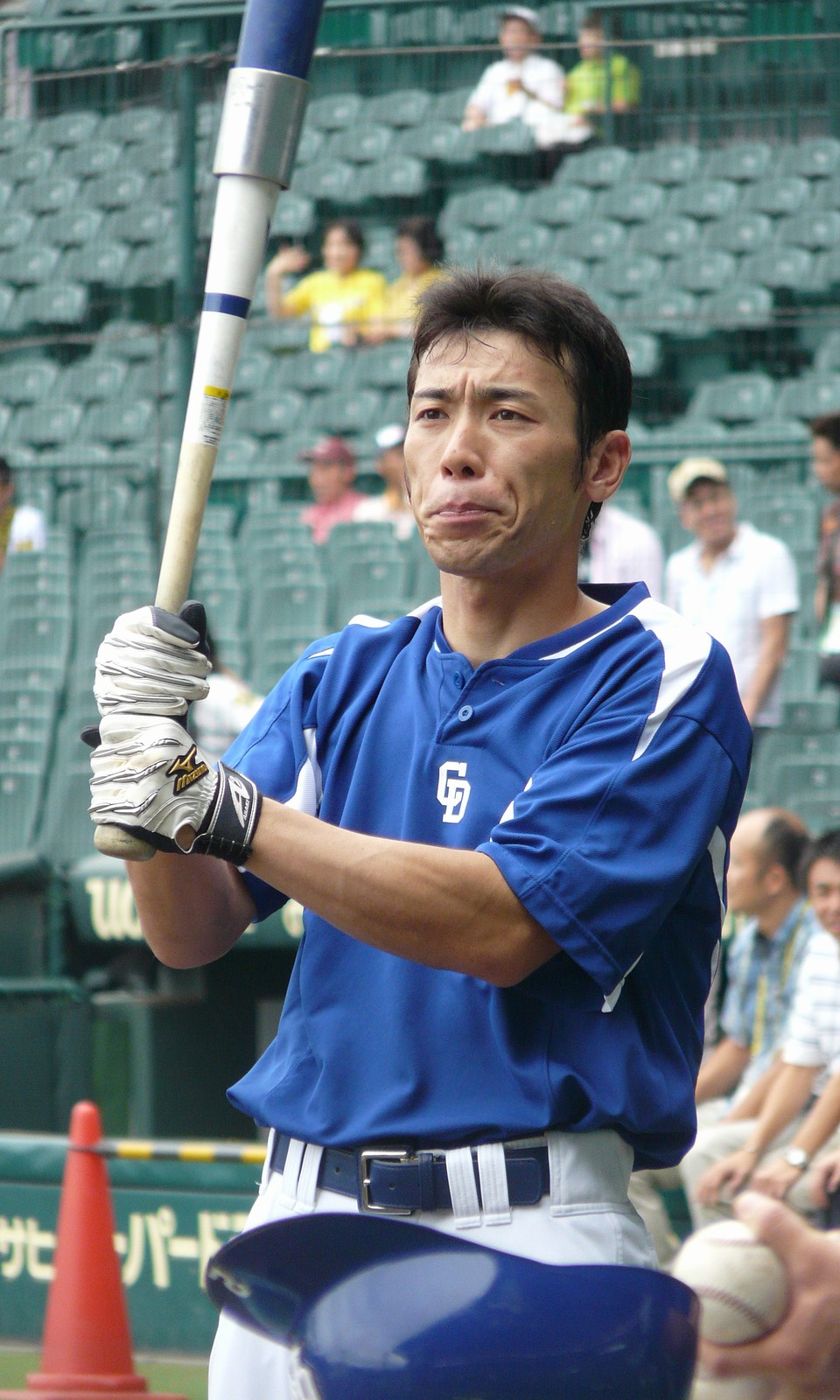
現役時代
（2009年7月16日、阪神甲子園球場にて）

シーズン前半は1番打者とされていたが打撃の調子が上がらず、すぐに2番に変えられた。2番に起用されてからは徐々に復調し持ち前の粘り強いバッティングが戻ってきた。打率.270に対して、得点圏打率は.343と、チャンスの場面での勝負強さを見せ付けた。福地寿樹と盗塁王を争っていたが、左手首を痛めて試合を欠場したこともあり、タイトル獲得はならなかった。同年限りで選手会長を退任し、森野将彦に譲った。
2010年は、再び井端と共にコンバートに挑戦。開幕前に左前脚を負傷し、1999年以来11年ぶりに開幕一軍から外れた。4月5日に復帰し、遊撃手へのコンバートが実現した。シーズンは復帰後の全試合で1番打者として先発出場した。打撃はフォーム変更が効いたのか夏場から調子を上げ、打率.294でシーズンを終えた。守備では20失策を記録し、盗塁数も20にとどまり、7年連続のゴールデングラブ賞の受賞と30盗塁の達成はできなかった。
2011年はシーズン中盤に欠場する試合があったものの一年通して1番打者を務めた。打率.263はチーム内の規定打席到達者では最高だった。300盗塁を達成したものの、全体では盗塁数は18と前年をさらに下回った。
2012年、二塁手に再コンバートされた。これに伴い井端もショートに戻った。シーズン途中から1番を大島洋平に譲り、2番に固定された。7月10日の阪神戦で左太もも裏を痛めて途中交代、検査の結果肉離れが判明し登録を抹消された。オールスターゲームに監督選抜で選ばれた。
2013年はシーズンを通して不調に終わり、スタメンから外される試合も多くレギュラー獲得以来では最低の成績に終わる。また、12年ぶりに規定打席に到達しなかった。
2014年は交流戦で死球による骨折で約1か月半の戦線離脱があったものの、主に2番打者として出場し2年ぶりに規定打席に到達した。9月16日には史上17人目、球団では高木守道に次いで史上2人目となる通算350盗塁を達成した。
2015年は福岡ソフトバンクホークスから移籍してきた亀澤恭平と併用される形になり、出場機会が減少。15年ぶりに100試合出場と2桁盗塁に到達しなかった。
2016年、8月6日の対横浜DeNAベイスターズ戦（横浜スタジアム）で盗塁を成功し、高木守道が記録していた369盗塁を抜く球団新記録の370盗塁を達成した。また、6月9日の対オリックス・バファローズ戦第3打席から7月8日の対ヤクルト戦第1打席まで47打席連続で無安打でありセ・リーグ野手連続打席無安打最長記録と並んだ。
2017年、6月3日の対東北楽天ゴールデンイーグルス戦（ナゴヤドーム）で4回に美馬学から右前打を放ち、史上48人目の2000安打を達成した。その際、入団当時の監督であった星野仙一楽天球団副会長兼シニアアドバイザーと、1学年下で共に選手会長の経験がある森野将彦から花束を受け取った。中日生え抜きの選手の達成は高木守道、谷沢健一、立浪和義に次いで史上4人目。なお、22年目での達成は中村紀洋に並び、25年目に達成した谷繁元信に次いで遅い。同時点での通算33本塁打は2000安打達成者で最少になる。また、中日の選手では移籍してきた選手を含めても初めてホームゲームで2000安打を達成したことになる。
2018年からは一軍内野守備走塁コーチ兼任となったが、セ・リーグのアグリーメント上ベンチ入りできるコーチ人数に限りがあることから、ペナント開始前である3月17日にコーチ職を解かれた。登録上の役職は解かれたものの、チーム内での役割は変わらず、コーチ料を含んだ年俸も見直されない。レギュラーシーズンでは7月9日のDeNA戦で2年ぶりの本塁打を代打で放った。9月27日、同年限りで引退することがメディアにおいて報じられた。10月6日、引退会見の場で正式に引退を表明した。10月13日の阪神タイガース戦にて同じく同年限りで引退する岩瀬仁紀とともに引退試合が行われ、「1番・二塁手」のスタメンとしてフル出場した。8回の4打席に右前安打を能見篤史から打つと、延長に突入して迎えた11回の現役最終打席でラファエル・ドリスの前に三塁ゴロに倒れ、現役生活を終えた。試合後のセレモニーでは、かつての同僚で同級生の福留と同僚の大島から花束を受け取った。名誉熊本県民として表彰された。12月2日に自由契約公示された。

### 引退後

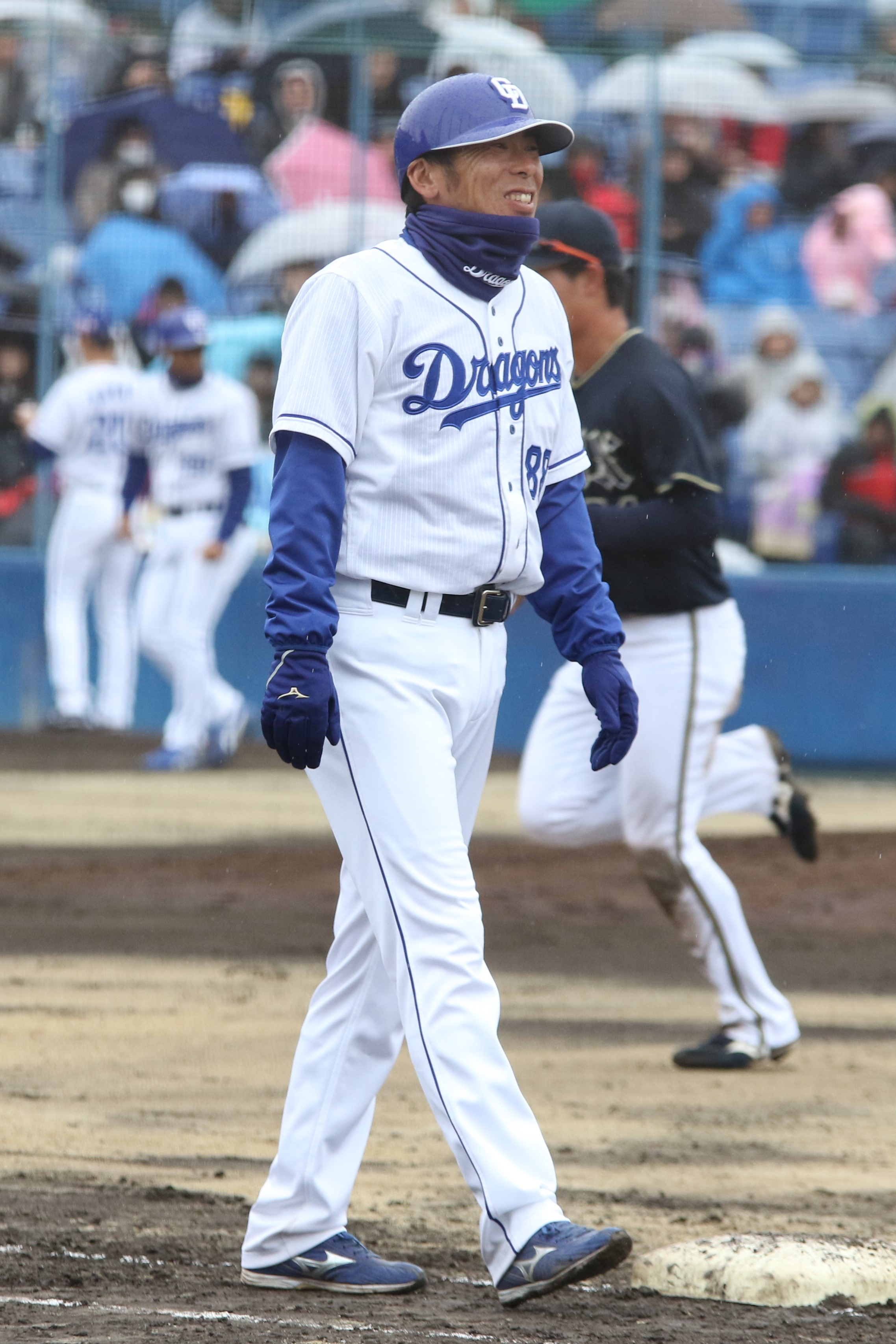
中日二軍内野守備走塁コーチ時代
（2019年3月17日、ナゴヤ球場にて）

2018年10月29日に中日の二軍内野守備走塁コーチに就任した。2019年3月1日、2日後に行われる引退試合に出場するために中日ドラゴンズと育成契約を結んだ。登録上の背番号は207。3日の千葉ロッテマリーンズとのオープン戦に「2番・指名打者」として先発出場すると、1回裏の第1打席で有吉優樹の前に三塁ゴロに倒れ、ベンチ前で選手や首脳陣と握手を交わしてそのまま交代した。二塁守備に就くプランもあったが、「大事な時期に邪魔したくない気持ちがあった」ため、現役時代は1度も経験しなかった指名打者での出場となった。背番号はコーチとしての通常の88や契約上の207ではなく、現役時代の2となった。引退試合を終えたため、3月4日に自由契約公示された。
2019年7月14日に腹痛を訴え、福岡県内の病院に入院。盲腸憩室穿孔痛と診断され、19日に緊急手術を受けた。
2020年からは一軍内野守備走塁コーチ。
2023年10月4日に中日を退団することが発表された。「2年連続最下位だったし（与田政権時から）長くいたし、僕が責任をとらないといけないだろうなとは感じていたので、自分で『辞めます』と言おうと思っていたら、その前に『クビ』って言われたんです」と明かした。11月、エスコンフィールドHOKKAIDOで行われた北海道日本ハムファイターズ秋季キャンプに守備強化を図る新庄剛志監督の依頼で臨時コーチとして参加した。
2024年からはCBCテレビ、CBCラジオ、日本テレビの野球解説者、中日スポーツの野球評論家を務める。またCBCテレビ制作によるJ SPORTS STADIUMや、CBCテレビと同系列のキー局・TBSテレビ制作による衛星波（TBSチャンネル・BS-TBS）向けにも中日のビジターゲームを中心に出演する。

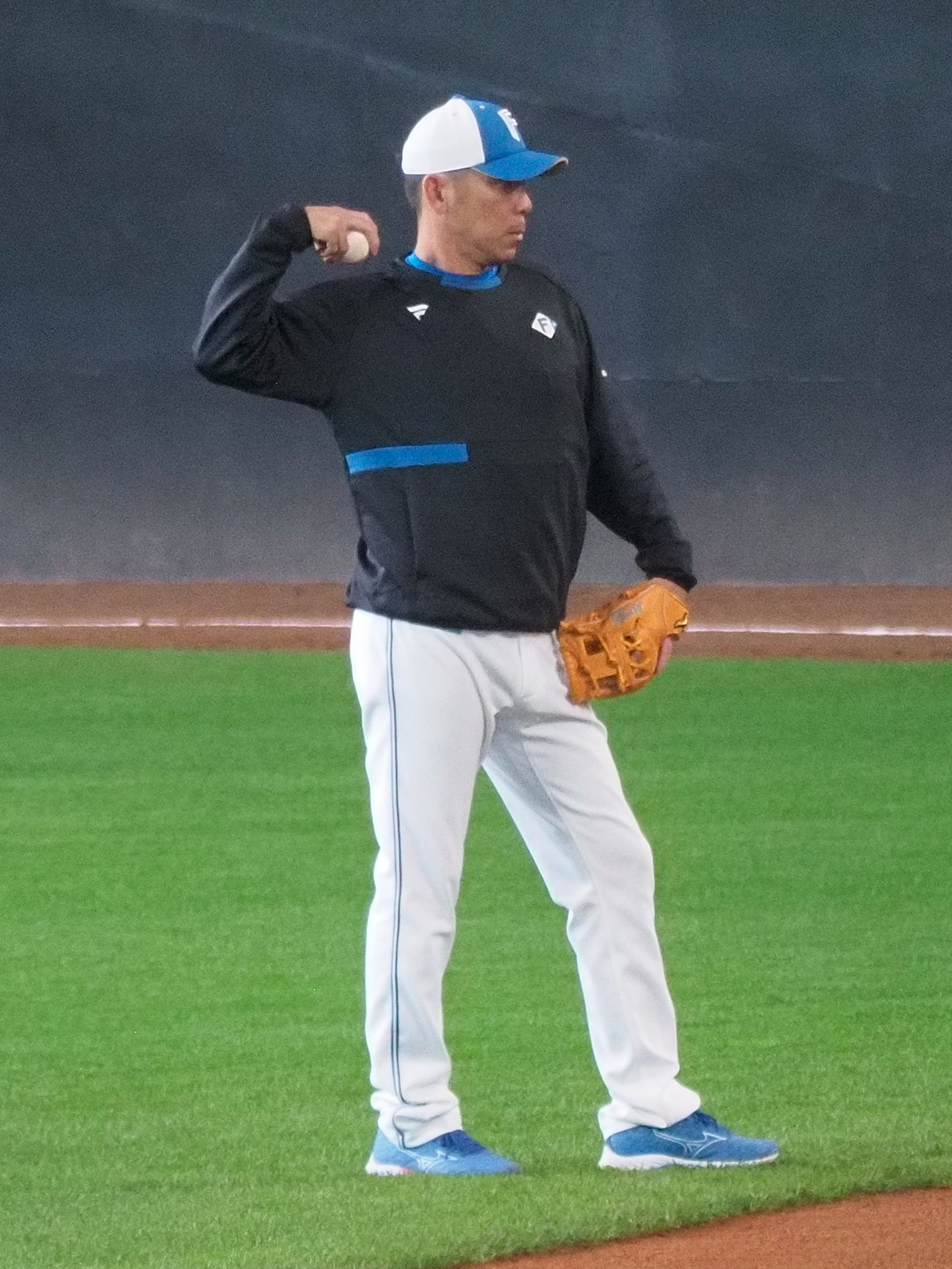
日本ハム臨時コーチ
（2023年11月2日、エスコンフィールドHOKKAIDO）

また2月2日にアマチュア資格を回復、4月1日付で愛知県の強豪校・中京大学附属中京高等学校硬式野球部の臨時コーチに就任。

## 選手としての特徴

### 守備・走塁
井端弘和と守備で二遊間、打順では1・2番を組んでいたことから、井端と共に「アライバコンビ」と呼ばれた。井端と共に2004年から2009年まで6年連続でゴールデングラブ賞を受賞した二塁守備の評価が高く、遊撃手から再コンバートされた2012年はトンネルやファンブルといった失策も目立ったが、この年はそれでも守備イニング1000以上の二塁手で両リーグ3位のUZR6.8を記録。上述のように落合博満からも高く評された鉄壁の守備でセンターラインを固め、右翼方向へのゴロ打球の守備に不安が残る一塁手のカバー役も担う。一方で肩を痛めた影響もあり、スローイングには若干不安定な面もある。プロ入り当初は外野手として起用されることが多く、その後も現役晩年に至るまで時折（主に他の選手との守備位置の兼ね合いから）外野手としても出場した。
走塁面では一塁到達まで速くても4.0秒と盗塁王経験者としてはずば抜けて速いわけではないが、牽制さえなければ盗塁をほぼ成功することができる優れた盗塁技術を持ち、初めて30盗塁を達成した2004年から2009年まで6年連続30盗塁を記録している。走塁技術にも長け、足でプレッシャーをかける存在としてはリーグ屈指と評される。なお牽制球に対してヘッドスライディングで帰塁することが多く、それが肩を痛めた原因であるという指摘がある。
レギュラー定着後の一時期送球イップスに苦しみ、インターネット上ではイップスの代名詞として囃される程であった。これについては本人が引退後に、チームメイトであったタイロン・ウッズの守備範囲の狭さに触れている。一時期イップスの原因を他人や故障に求めることもあったが、それでは先が無いと思いウッズでも取れる送球、故障の影響が出にくい投げ方を心掛けるようにし、現在(2021年時点)では「自分がイップスになったのはウッズのせいではない」と強調している。

### 打撃
プロ入り当初は右打者だったが、入団3年目の1998年からは両打ちに挑戦した。2001年に再び右打ちに戻したが、2003年までは両打ちとして登録していた。2009年の春季キャンプでは兼任打撃コーチであった立浪和義の発案により再び両打ち転向を目指したこともあった。
1試合3安打以上の固め打ちが多く、前述のように2004年には年間9度の1試合4安打の日本記録も樹立している。

## 人物
中日チーム内での愛称は「トラ（同姓のタレントである荒木定虎から）」。
中日入団時、「報道陣に囲まれたとき『球団からはもうちょっとくれると言われましたが、僕はそんな選手じゃないから6000万円でいいですって言いました。入ってから頑張ります』と言ってくれ」と早川スカウトに言われ、荒木はその通りにコメント。これが大成功だったという。「今の世の中に、こんなきれいな考えを持っているやつがいるって、すごい褒められた。まぁ、それが狙いだったんだけどね」と早川氏は明かす。「いまだに荒木は言いますよ。あれはすごかったですね、自分が好感度を持たれたのは、あの作戦が、ってね」
『踊る大捜査線』のファンで、DVDを全て所有している。また『踊る』シリーズに出演している柳葉敏郎との親交が深く（2008年1月に横浜スタジアムにて行われた野球イベントの控え室で、かねてより柳葉のファンであった荒木の方からグラブを贈ったのがきっかけとのこと）、2010年7月3日の試合で柳葉が始球式を務めた際にビジターの1番打者だった荒木が打席に立った。
2012年の開幕戦より、柳葉が1980年代に所属していたユニット「一世風靡セピア」の『前略、道の上より』に打席登場曲を変更した。
シーズンオフも講演会やトークショーにも頻繁に参加しファンサービスにも努めている。
2011年まで監督であった落合博満を尊敬しており、「監督に無理だと言われれば、いつでもユニフォームを脱ぐつもりだった」と発言している。その落合は「（荒木は）繊細でキレやすい。ボールの球をストライクと言われると、その日はもう全部打てない」と評している。
プロ入りして最初の食事と、引退試合直後の食事をそれぞれ、中日ファンが多数集まる店として有名な名古屋市の中華料理店「中国料理ピカイチ」で摂ったという。

## 詳細情報

### 年度別打撃成績
| 年 度      | 球 団      | 試 合 | 打 席 | 打 数 | 得 点 | 安 打 | 二 塁 打 | 三 塁 打 | 本 塁 打 | 塁 打 | 打 点 | 盗 塁 | 盗 塁 死 | 犠 打 | 犠 飛 | 四 球 | 敬 遠 | 死 球 | 三 振 | 併 殺 打 | 打 率 | 出 塁 率 | 長 打 率 | O P S |
| ---------- | ---------- | ----- | ----- | ----- | ----- | ----- | -------- | -------- | -------- | ----- | ----- | ----- | -------- | ----- | ----- | ----- | ----- | ----- | ----- | -------- | ----- | -------- | -------- | ----- |
| 1997       | 中日       | 63    | 74    | 67    | 9     | 12    | 2        | 0        | 0        | 14    | 2     | 12    | 4        | 5     | 0     | 1     | 1     | 1     | 16    | 1        | .179  | .203     | .209     | .412  |
| 1998       | 中日       | 7     | 1     | 1     | 2     | 0     | 0        | 0        | 0        | 0     | 0     | 0     | 1        | 0     | 0     | 0     | 0     | 0     | 0     | 0        | .000  | .000     | .000     | .000  |
| 1999       | 中日       | 16    | 4     | 4     | 4     | 1     | 0        | 0        | 0        | 1     | 0     | 1     | 3        | 0     | 0     | 0     | 0     | 0     | 1     | 0        | .250  | .250     | .250     | .500  |
| 2000       | 中日       | 40    | 12    | 10    | 11    | 2     | 0        | 0        | 0        | 2     | 3     | 3     | 0        | 0     | 2     | 0     | 0     | 0     | 4     | 0        | .200  | .167     | .200     | .367  |
| 2001       | 中日       | 111   | 304   | 272   | 53    | 92    | 12       | 1        | 4        | 118   | 23    | 13    | 9        | 10    | 1     | 20    | 0     | 1     | 48    | 3        | .338  | .384     | .434     | .818  |
| 2002       | 中日       | 131   | 445   | 406   | 43    | 105   | 7        | 1        | 2        | 120   | 18    | 16    | 4        | 25    | 2     | 9     | 0     | 3     | 59    | 8        | .259  | .279     | .296     | .574  |
| 2003       | 中日       | 133   | 472   | 417   | 42    | 99    | 13       | 5        | 3        | 131   | 41    | 16    | 8        | 24    | 3     | 25    | 6     | 3     | 68    | 6        | .237  | .283     | .314     | .598  |
| 2004       | 中日       | 138   | 640   | 602   | 93    | 176   | 23       | 1        | 3        | 210   | 44    | 39    | 9        | 7     | 3     | 26    | 0     | 2     | 87    | 7        | .292  | .322     | .349     | .671  |
| 2005       | 中日       | 145   | 674   | 623   | 88    | 181   | 22       | 3        | 2        | 215   | 41    | 42    | 11       | 6     | 4     | 36    | 0     | 5     | 74    | 13       | .291  | .332     | .345     | .677  |
| 2006       | 中日       | 112   | 506   | 464   | 69    | 139   | 19       | 1        | 2        | 166   | 31    | 30    | 7        | 15    | 0     | 26    | 1     | 1     | 49    | 8        | .300  | .338     | .358     | .696  |
| 2007       | 中日       | 113   | 510   | 457   | 66    | 120   | 15       | 0        | 1        | 138   | 25    | 31    | 6        | 30    | 1     | 22    | 0     | 0     | 55    | 8        | .263  | .296     | .302     | .598  |
| 2008       | 中日       | 130   | 591   | 538   | 64    | 131   | 15       | 2        | 4        | 162   | 28    | 32    | 7        | 15    | 1     | 35    | 0     | 2     | 81    | 8        | .243  | .292     | .301     | .593  |
| 2009       | 中日       | 140   | 631   | 582   | 80    | 157   | 21       | 1        | 2        | 186   | 38    | 37    | 14       | 19    | 1     | 25    | 0     | 4     | 70    | 14       | .270  | .304     | .320     | .624  |
| 2010       | 中日       | 136   | 625   | 579   | 65    | 170   | 29       | 5        | 3        | 218   | 39    | 20    | 8        | 5     | 1     | 38    | 1     | 2     | 73    | 8        | .294  | .339     | .377     | .716  |
| 2011       | 中日       | 135   | 593   | 543   | 58    | 143   | 20       | 2        | 2        | 173   | 24    | 18    | 9        | 10    | 1     | 36    | 0     | 3     | 73    | 4        | .263  | .312     | .319     | .631  |
| 2012       | 中日       | 129   | 569   | 510   | 50    | 128   | 21       | 1        | 3        | 160   | 31    | 12    | 4        | 36    | 2     | 19    | 0     | 2     | 65    | 4        | .251  | .280     | .314     | .593  |
| 2013       | 中日       | 105   | 384   | 338   | 35    | 75    | 9        | 0        | 0        | 84    | 19    | 12    | 6        | 18    | 2     | 25    | 1     | 1     | 33    | 10       | .222  | .276     | .249     | .524  |
| 2014       | 中日       | 109   | 471   | 395   | 46    | 106   | 17       | 2        | 1        | 130   | 21    | 17    | 1        | 33    | 1     | 39    | 1     | 3     | 63    | 7        | .268  | .338     | .329     | .667  |
| 2015       | 中日       | 97    | 238   | 211   | 23    | 53    | 10       | 0        | 0        | 63    | 13    | 9     | 1        | 6     | 1     | 20    | 0     | 0     | 31    | 1        | .251  | .315     | .299     | .613  |
| 2016       | 中日       | 93    | 321   | 289   | 25    | 71    | 8        | 1        | 1        | 84    | 16    | 13    | 0        | 14    | 0     | 15    | 0     | 3     | 39    | 9        | .246  | .290     | .291     | .581  |
| 2017       | 中日       | 85    | 267   | 249   | 17    | 62    | 6        | 1        | 0        | 70    | 8     | 5     | 0        | 5     | 0     | 13    | 0     | 0     | 41    | 8        | .249  | .286     | .281     | .567  |
| 2018       | 中日       | 52    | 84    | 82    | 11    | 22    | 6        | 0        | 1        | 31    | 3     | 0     | 2        | 1     | 0     | 1     | 0     | 0     | 13    | 2        | .268  | .277     | .378     | .655  |
| 通算：22年 | 通算：22年 | 2220  | 8416  | 7639  | 954   | 2045  | 275      | 27       | 34       | 2476  | 468   | 378   | 114      | 284   | 26    | 431   | 11    | 36    | 1043  | 129      | .268  | .309     | .324     | .633  |

- 各年度の太字はリーグ最高

### 年度別守備成績
| 年 度 | 一塁  | 一塁  | 一塁  | 一塁  | 一塁  | 一塁     | 二塁  | 二塁  | 二塁  | 二塁  | 二塁  | 二塁     | 三塁  | 三塁  | 三塁  | 三塁  | 三塁  | 三塁     | 遊撃  | 遊撃  | 遊撃  | 遊撃  | 遊撃  | 遊撃     | 外野  | 外野  | 外野  | 外野  | 外野  | 外野     |
| 年 度 | 試 合 | 刺 殺 | 補 殺 | 失 策 | 併 殺 | 守 備 率 | 試 合 | 刺 殺 | 補 殺 | 失 策 | 併 殺 | 守 備 率 | 試 合 | 刺 殺 | 補 殺 | 失 策 | 併 殺 | 守 備 率 | 試 合 | 刺 殺 | 補 殺 | 失 策 | 併 殺 | 守 備 率 | 試 合 | 刺 殺 | 補 殺 | 失 策 | 併 殺 | 守 備 率 |
| ----- | ----- | ----- | ----- | ----- | ----- | -------- | ----- | ----- | ----- | ----- | ----- | -------- | ----- | ----- | ----- | ----- | ----- | -------- | ----- | ----- | ----- | ----- | ----- | -------- | ----- | ----- | ----- | ----- | ----- | -------- |
| 1997  | 1     | 0     | 0     | 0     | 0     | ----     | 2     | 0     | 1     | 0     | 0     | 1.000    | -     | -     | -     | -     | -     | -        | 16    | 12    | 16    | 1     | 2     | .966     | 44    | 37    | 0     | 0     | 0     | 1.000    |
| 1998  | -     | -     | -     | -     | -     | -        | -     | -     | -     | -     | -     | -        | 1     | 0     | 1     | 0     | 0     | 1.000    | -     | -     | -     | -     | -     | -        | 5     | 3     | 0     | 0     | 0     | 1.000    |
| 1999  | -     | -     | -     | -     | -     | -        | 1     | 1     | 0     | 0     | 0     | 1.000    | -     | -     | -     | -     | -     | -        | -     | -     | -     | -     | -     | -        | 12    | 5     | 0     | 0     | 0     | 1.000    |
| 2000  | -     | -     | -     | -     | -     | -        | -     | -     | -     | -     | -     | -        | -     | -     | -     | -     | -     | -        | -     | -     | -     | -     | -     | -        | 34    | 12    | 1     | 0     | 0     | 1.000    |
| 2001  | 1     | 2     | 0     | 0     | 0     | 1.000    | 50    | 104   | 120   | 5     | 14    | .978     | -     | -     | -     | -     | -     | -        | 1     | 0     | 0     | 0     | 0     | ----     | 59    | 71    | 1     | 2     | 0     | .973     |
| 2002  | -     | -     | -     | -     | -     | -        | 114   | 201   | 268   | 7     | 38    | .985     | -     | -     | -     | -     | -     | -        | 1     | 0     | 1     | 0     | 0     | 1.000    | 28    | 36    | 0     | 0     | 0     | 1.000    |
| 2003  | -     | -     | -     | -     | -     | -        | 129   | 255   | 341   | 6     | 54    | .990     | -     | -     | -     | -     | -     | -        | 9     | 7     | 13    | 0     | 1     | 1.000    | -     | -     | -     | -     | -     | -        |
| 2004  | -     | -     | -     | -     | -     | -        | 138   | 320   | 402   | 6     | 91    | .992     | -     | -     | -     | -     | -     | -        | -     | -     | -     | -     | -     | -        | -     | -     | -     | -     | -     | -        |
| 2005  | -     | -     | -     | -     | -     | -        | 145   | 410   | 496   | 7     | 114   | .992     | -     | -     | -     | -     | -     | -        | -     | -     | -     | -     | -     | -        | -     | -     | -     | -     | -     | -        |
| 2006  | -     | -     | -     | -     | -     | -        | 103   | 256   | 293   | 12    | 47    | .979     | -     | -     | -     | -     | -     | -        | -     | -     | -     | -     | -     | -        | 8     | 11    | 0     | 0     | 0     | 1.000    |
| 2007  | -     | -     | -     | -     | -     | -        | 113   | 284   | 345   | 9     | 69    | .986     | -     | -     | -     | -     | -     | -        | -     | -     | -     | -     | -     | -        | -     | -     | -     | -     | -     | -        |
| 2008  | -     | -     | -     | -     | -     | -        | 130   | 329   | 415   | 11    | 74    | .985     | -     | -     | -     | -     | -     | -        | 1     | 2     | 0     | 0     | 0     | 1.000    | -     | -     | -     | -     | -     | -        |
| 2009  | -     | -     | -     | -     | -     | -        | 140   | 358   | 450   | 11    | 80    | .987     | -     | -     | -     | -     | -     | -        | -     | -     | -     | -     | -     | -        | -     | -     | -     | -     | -     | -        |
| 2010  | -     | -     | -     | -     | -     | -        | 3     | 5     | 12    | 0     | 1     | 1.000    | -     | -     | -     | -     | -     | -        | 134   | 226   | 383   | 20    | 69    | .968     | -     | -     | -     | -     | -     | -        |
| 2011  | -     | -     | -     | -     | -     | -        | 26    | 33    | 30    | 0     | 8     | 1.000    | -     | -     | -     | -     | -     | -        | 127   | 200   | 387   | 17    | 67    | .972     | -     | -     | -     | -     | -     | -        |
| 2012  | -     | -     | -     | -     | -     | -        | 129   | 389   | 401   | 15    | 85    | .981     | -     | -     | -     | -     | -     | -        | -     | -     | -     | -     | -     | -        | -     | -     | -     | -     | -     | -        |
| 2013  | -     | -     | -     | -     | -     | -        | 99    | 242   | 274   | 7     | 57    | .987     | -     | -     | -     | -     | -     | -        | -     | -     | -     | -     | -     | -        | 2     | 2     | 1     | 0     | 0     | 1.000    |
| 2014  | -     | -     | -     | -     | -     | -        | 108   | 279   | 284   | 6     | 77    | .989     | -     | -     | -     | -     | -     | -        | -     | -     | -     | -     | -     | -        | -     | -     | -     | -     | -     | -        |
| 2015  | -     | -     | -     | -     | -     | -        | 76    | 141   | 142   | 4     | 27    | .986     | -     | -     | -     | -     | -     | -        | -     | -     | -     | -     | -     | -        | 2     | 0     | 0     | 0     | 0     | .000     |
| 2016  | -     | -     | -     | -     | -     | -        | 83    | 185   | 200   | 3     | 43    | .992     | -     | -     | -     | -     | -     | -        | -     | -     | -     | -     | -     | -        | -     | -     | -     | -     | -     | -        |
| 2017  | -     | -     | -     | -     | -     | -        | 71    | 147   | 178   | 2     | 41    | .994     | -     | -     | -     | -     | -     | -        | -     | -     | -     | -     | -     | -        | -     | -     | -     | -     | -     | -        |
| 2018  | -     | -     | -     | -     | -     | -        | 27    | 31    | 47    | 0     | 6     | 1.000    | -     | -     | -     | -     | -     | -        | -     | -     | -     | -     | -     | -        | -     | -     | -     | -     | -     | -        |
| 通算  | 2     | 2     | 0     | 0     | 0     | 1.000    | 1687  | 3970  | 4699  | 111   | 926   | .987     | 1     | 0     | 1     | 0     | 0     | 1.000    | 289   | 447   | 800   | 38    | 139   | .970     | 192   | 177   | 3     | 2     | 0     | .989     |

- 各年度の太字はリーグ最高
- 太字年はゴールデングラブ賞受賞

### タイトル
- 盗塁王：1回（2007年）

### 表彰
- ベストナイン：3回（2004年 - 2006年[注 5]）
- ゴールデングラブ賞：6回（2004年 - 2009年）
- JA全農Go・Go賞：2回（好捕賞：1998年6月、好走塁賞：2005年4月）
- スピードアップ賞 ：1回（2005年）
- オールスターゲームMVP：1回（2008年 第2戦）
- 日本シリーズ優秀選手賞：1回（2007年）
- 菊陽町町民栄誉賞（2017年） ※受賞者第1号[70]
- セ・リーグ連盟特別表彰（功労賞：2018年）

### 記録
初記録
- 初出場：1997年5月31日、対ヤクルトスワローズ9回戦（千葉マリンスタジアム）、7回裏に遊撃手として出場
- 初先発出場：1997年6月1日、対ヤクルトスワローズ10回戦（千葉マリンスタジアム）、「8番・遊撃手」として先発出場
- 初安打：1997年6月11日、対広島東洋カープ10回戦（広島市民球場）、5回表に高橋建から右前安打
- 初盗塁：1997年6月29日、対読売ジャイアンツ14回戦（ナゴヤドーム）、7回裏に二盗（投手：木田優夫、捕手：柳沢裕一）
- 初打点：1997年8月8日、対読売ジャイアンツ19回戦（東京ドーム）、9回表に木田優夫から右前適時打
- 初犠打：1997年8月9日、対読売ジャイアンツ20回戦（東京ドーム）、1回表に岡島秀樹から
- 初本塁打：2001年6月5日、対読売ジャイアンツ10回戦（東京ドーム）、3回表にダレル・メイから左越先制2ラン

節目の記録
- 1000試合出場：2007年9月24日、対読売ジャイアンツ22回戦（東京ドーム）、2番・二塁手として先発出場 ※史上423人目
- 200盗塁：2007年9月26日、対読売ジャイアンツ24回戦（東京ドーム）、2回表に二盗（投手：高橋尚成、捕手：阿部慎之助） ※史上66人目
- 1000安打：2008年6月21日、対千葉ロッテマリーンズ3回戦（ナゴヤドーム）、6回裏にブライアン・シコースキーから右中間三塁打 ※史上250人目
- 250盗塁：2009年7月1日、対阪神タイガース7回戦（ナゴヤドーム）、6回裏に二盗（投手：福原忍、捕手：清水誉） ※史上40人目
- 300盗塁：2011年6月28日、対横浜ベイスターズ7回戦（横浜スタジアム）、1回表に二盗（投手：ルイス・ゴンザレス、捕手：武山真吾） ※史上27人目
- 1500試合出場：2011年8月18日、対読売ジャイアンツ12回戦（ナゴヤドーム）、「1番・二塁手」として先発出場 ※史上171人目
- 1500安打：2011年9月11日、対横浜ベイスターズ22回戦（ナゴヤドーム）、8回裏に藤江均から左前安打 ※史上111人目
- 200犠打：2012年9月4日、対広島東洋カープ18回戦（ナゴヤドーム）、1回裏に野村祐輔から一塁前犠打 ※史上34人目
- 350盗塁：2014年9月16日、対横浜DeNAベイスターズ21回戦（横浜スタジアム）、4回表に二盗（投手：山口俊、捕手：黒羽根利規） ※史上17人目
- 2000試合出場：2016年4月9日、対読売ジャイアンツ2回戦（ナゴヤドーム）、「2番・二塁手」として先発出場 ※史上49人目
- 2000安打：2017年6月3日、対東北楽天ゴールデンイーグルス2回戦（ナゴヤドーム）、4回裏に美馬学から右前安打 ※史上48人目

その他の記録
- シーズン623打数（2005年）※セ・リーグ記録
- 連続打席無安打：47（2016年）※2021年に佐藤輝明が更新するまで吉沢岳男と並びセ・リーグ野手記録
- クライマックスシリーズ通算犠打：14 ※中島卓也と並び歴代1位タイ
- オールスターゲーム出場：5回（2005年、2008年、2009年、2011年、2012年）

### 背番号
- 2（1996年 - 2018年）
  - 17（2007年アジア野球選手権大会）
- 88（2019年 - 同年2月28日、同年3月4日 - 2021年）
- 207（2019年3月1日 - 同年3月3日）※引退試合出場のための登録上のもの。引退試合は2で出場した。
- 71（2022年 - 2023年）

### 登場曲
- 「ミュージック・アワー ver.164」ポルノグラフィティ（2002年）
- 「YAH YAH YAH」CHAGE & ASKA（2003年）
- 「The Perfect Vision」MINMI（2003年）
- 「ウェカピポ」SOUL'd OUT（2004年）
- 「Danger Zone」Kenny Loggins（2005年、2008年）
- 「Ready to Go」Republica（2006年）
- 「Bad Boy」Cascada（2006年）
- 「Rock The Party (Radio Mix)」DOUBLE（2007年）
- 「RUN & RUN」黒岩唯一（2009年）
- 「LUCKY STAR」黒岩唯一（2010年 - 2011年）
- 「前略、道の上より」一世風靡セピア（2012年 - 2018年）

## 出演
CM
- JAあいち豊田（2009年 - 。東海ラジオ ガッツナイター限定。ガッツナイター以外の自社制作のワイド番組の放送中にもこのCMが放送されることがある。共演者の女性と話がかみ合わないというバージョンや、荒木が年寄りのモノマネをするというものもあり、2010年からモノマネのバージョンが放送されている。年配のリスナーを中心に『年金受取の金融機関はJAあいち豊田に』という意味合いが元となっている）

その他
- トーカ堂・ほっと青汁（同僚の井端弘和とともに、同社のテレビショッピングやネットショッピングに起用されている。）
- 大塚製薬・「アミノバリューW」井端とともに広告ポスターに出演。2000年代中盤ごろ。
- チア・スポ（東海ラジオ、2012年4月 - 。「月例報告」として18時台前半に月1回の割合で出演。目標を設定し、達成できなければプレゼントを提供している）

## 著書
- 『荒木雅博の二塁手「超」専門講座』（ベースボール・マガジン社、2020年5月7日、ISBN 978-4-583-11268-8）
- 『アライバの鉄則』（廣済堂出版、2020年7月20日、ISBN 978-4-331-52296-7）- 井端弘和と共著